# ژان-مارسل بروز
ژان-مارسل بروز (فرانسوی: Jean-Marcel Brouzes‎؛ زادهٔ ۳ ژوئن ۱۹۵۳) دوچرخه‌سوار اهل فرانسه است.